# Folikulární dendritická buňka
Folikulární dendritická buňka (FDB) je buňkou imunitního systému, která se nachází v primárních a sekundárních lymfoidních folikulech B buněčných oblastí lymfoidní tkáně. Tyto buňky byly popsány v roce 1965 a kvůli přítomnosti mnohočetných dendritických výrůstků na svém povrchu byly zařazeny ke skupině dendritických buněk (DB). Na rozdíl od lymfoidních a myeloidních DB však FDB nepocházejí z pluripotentní hematopoetické kmenové buňky, ale z mezenchymální prekurzorové buňky.

## Lokalizace a molekulární markery
Folikulární DB je nemigrující populace buněk, které osidlují primární a sekundární folikuly B buněčných oblastí uzlin, sleziny a slizničního imunitního systému. Pomocí mnohočetných výrůstků FDB vytvářejí stabilní sítě, jimiž putují převážně B lymfocyty. Tyto sítě tvoří centra lymfoidních folikulů a nezasahují do interfolikulárních a T buněčných oblastí. Předpokládá se, že taková izolace zabraňuje předčasnému rozkladu a pohlcení antigenu opsonizovaného a vystaveného na povrchu FDB.
Folikulární dendritická buňka exprimuje receptory komplementu CR1(CD35) a CR2 (21) a Fc receptory FcγRIIb (CD32). Další specifické markery folikulárních dendritických buněk jsou molekuly FDC-M1, FDC-M2 a C4. Na rozdíl od všech ostatních DB, folikulární dendritická buňka neexprimuje molekuly MHC II. třídy a nemá schopnost vázat a prezentovat neopsonizovaný antigen.

## Rozvoj
Folikulární DB se odvíjí od mezenchymálních prekurzorů. Na myších modelech těžké kombinované imunodeficience (SCID) byla prokázána možnost přenosu prekurzorů FDB od dárce kostní dřeně k příjemci štěpu. V tomto případě se v lymfoidních orgánech příjemce objevují FDB sítě pocházející od prekurzorů dárce-
Interakce FDB prekurzorů a lymfoidních buněk, zprostředkovaná TNF-α a lymfotoxinem (LT) je rozhodujícím faktorem v rozvoji a údržbě FDB a jejích sítí. U myší s poruchou produkce TNF-a a lymfotoxinu FDB nejsou k nalezení.

## Funkce

### Organizace lymfoidního mikroprostředí
Za normálních okolností, recirkulující neaktivní B buňky putují skrz FDB sítě, zatímco lymfocyty aktivované antigenem B se v těchto sítích zachycují a procházejí klonální expanzí, což vede k vytvoření germinálních center (GC).
FDB produkují velké množství chemokinu CXCL13, který navozuje migraci a organizaci lymfocytů.

### Zachycení a prezentace antigenů a podpora B paměťových buněk
Folikulární DB se pomocí receptorů CR, CR2 nebo FcγRIIb zachycují a dlouhodobě udržují antigeny opsonizované protilátkami nebo komplementem. Pevná vazba mezi antigenem vystaveným na povrchu FDB a aktivovanou B buňkou je nezbytná pro přežití B buňky a její následnou transformaci v paměťový B lymfocyt. Jinak B buňka dostává signál k zahájení apoptózy.

### Odstranění apoptotických tělísek
Folikulární DB produkují Mfge8 faktor, který zprostředkovává a zrychluje interakci mezi apoptotickými tělísky a fagocyty, což vede k urychlenému a efektivnějšímu odstranění debris z germinálních center.,

### Boj proti autoimunitě
Faktor Mfge8 produkovaný FDB zrychluje odstranění apoptotických tělísek. Deficit tohoto faktoru u myší vede ke rozvoji stavu připomínajícímu systémový lupus erythematodes.
Takže u myší s poruchou produkce LT a LT receptorů byly pozorovány generalizované lymfotické infiltráty, které se mohou podílet na vzniku autoimunitních reakcí.
Tyto nálezy ukazují, že FDB možná jsou důležitým faktorem, zabraňujícím rozvoji autoimunity.

## Spolupráce s B lymfocyty
Pro vykonávání svých funkcí, včetně uspořádání folikulárních struktur, DB musí dostat stimulaci lymfotoxinem, vyprodukovaným B lymfocyty. B lymfocyty také fungují jako přepravci opsonizovaných antigenů k FDB. B buňky zachycují imunitní komplexy pomocí receptorů CR1/2 buď přímo z krve nebo je přebírají od makrofágů a putují do lymfoidní tkaně, kde předávají opsonizovaný antigen FDB. Folikulární DB produkují chemoatraktant CXCL13, který reaguje s receptorem CXCR5 na povrchu B lymfocytů a přitahuje B buňky do FDB sítí. B buňky, kterým chybí receptor CXCR5, přestože se dostávají do lymfoidních tkání, jsou organizačně neschopné a jejich pohyby nejsou systematické. Stimulace CXCR5 na B lymfocytech zvyšuje produkci LT, což vede k stimulaci FDB a následnému zvýšení koncentrace CXCL13. Tím se začíná vytváření GC, kde se zachycují aktivované B lymfocyty a procházejí somatickou mutaci, pozitivní a negativní selekci a pak diferenciaci do vysoce afinních plazmatických buněk a paměťových B lymfocytů. Adheze mezi FDB a B buňkami se uskutečňuje prostřednictvím molekul ICAM-1 (CD54-LFA-1(CD11a) a VCAM-VLA-4. Aktivované B lymfocyty s nízkou afinitou k antigenu zakotvenému na povrchu FDB, stejně jako autoreaktivní B buňky, dostávají od FDB signál k zahájení apoptózy, zatímco B lymfocyty vázané na FDB přes antigenový komplex přežívají.

## Nemoci
Byly popsány vzácné primární FDC tumory. Tyto sarkomy často postihují lymfatickou tkáň, ale v mnoha případech byly nalezeny i v játrech, žlučovodech, pankreatu, štítné žláze, nosohltanu, na patře v dutině ústní, v submukóze žaludku a tenkého střeva.
V řadě chronických zánětlivých stavů, ve kterých buňky produkují CXC 13 chemokin a nesou markery FDC jako VCAM-1 a CD21, byly pozorovány v poměrně nečekaných místech, včetně synoviální tkáně u pacientů s revmatoidní artritidou (RA), slinných žlázách u Sjögrenova syndromu a v kůži pacientů s pseudobuněčným lymfomem B.